# Snopes.com
Snopes.com (читается как snoʊps — сноупс), полное название Urban Legends Reference Pages — веб-сайт, специализирующийся на критическом изучении городских легенд, слухов, сомнительных историй и другой спорной информации. В англоязычной среде Snopes.com пользуется популярностью и уважением при разоблачении или скептическом разборе подобной информации. Его ежедневно посещают более 300 000 человек.

## История
Дэвид Миккельсон выбрал английское слово snopes (источником послужила фамилия неприятных людей в произведениях Уильяма Фолкнера) в качестве ника для общения в Usenet конференции alt.folklore.urban. Миккэльсоны создали сайт в 1995 году, и начал работать на нём полный день. На основе сайта в 2002 году Майкл Ливайн снял телевизионный выпуск под названием Snopes: Urban Legends с американским актёром Джимом Дэвидсоном в качестве гостя, но крупные сети решили отказаться от проекта.
Когда в 2020 году началась пандемия COVID-19, многие люди пытались «осведомиться о коронавирусе» и найти «любое утешение, уверенность или надежду на излечение [от коронавируса]».

## Главный сайт
Заявленная цель сайта — разоблачение или подтверждение разнообразных городских легенд. Как самый известный ресурс, посвящённый исследованию городских легенд, Snopes.com часто используется в качестве источника в репортажах таких каналов, как CNN, Fox News Channel и MSNBC. Популярность Snopes.com находится на таком уровне, что во многих заведомо ложных слухах и легендах утверждается, что они уже были «проверены» на сайте. В марте 2009 года посещаемость сайта достигла 6.2 миллионов человек в месяц.
Миккельсоны подчеркнули своим названием Urban Legends Reference Pages, что их цель — не только предоставить опровержение или подтверждение спорной информации, но и дать читателю нейтрально и достоверно интересующую его информацию. Некоторые страницы помечаются как «не определено» или «не проверяемо», если авторы чувствуют что не обладают достаточной информацией для признания легенду ложной или правдивой. По их словам, многие настоящие факты становятся городскими легендами и обрастают фантастическими подробностями из-за потери подписи и распространения ненадёжными путями.

## Оценки
Сайт получил похвалу от американского фольклориста Яна Гарольда Брунванда, который является автором ряда книг по городским легендам и современному фольклору. Он отмечал, что сайт всеобъемлющий, и поэтому Брунванд «избежал» необходимости создания собственного проекта, посвящённого городским легендам.
В 2007 на Snopes.com были обнаружены всплывающие окна спорного рекламного продукта Занго. Впоследствии, в январе 2008 года эта реклама была убрана, получив много критики от экспертов по компьютерной безопасности, а также жалоб простых пользователей.
При развенчании политических городских легенд Snopes чаще обвиняют в либеральной предвзятости, чем в консервативной, но владельцы сайта настаивают, что относятся к любым политическим вопросам с одинаковыми стандартами. Сайт FactCheck, ставящий целью борьбу с обманом и путаницей на выборах, рассмотрел статьи о слухах, посвящённых Бараку Обаме, Джорджу Бушу и Саре Пэйлин и пришёл к выводу, что эти статьи лишены каких-либо идейных предубеждений. Дэвид Миккельсон ответил им, что «вы вряд ли когда-нибудь найдёте более аполитичных людей» (говоря о себе).